# Parafia św. Klemensa Dworzaka we Wrocławiu
Parafia pw. św. Klemensa Marii Dworzaka we Wrocławiu - rzymskokatolicka parafia znajdująca się w dekanacie Wrocław Śródmieście. Parafię prowadzą OO. Jezuici.  Księgi metrykalne od 1945 roku, parafia została erygowana w 1932 roku.

## Zasięg parafii
Parafia obejmuje ulice: Arctowskiego, O. Beyzyma, Beniowskiego, Blacharska, Bzowa, pl. Bzowy, Chabrowa, Domeyki, Fiołkowa, Gen. Hallera (nr 82 do końca, 93 do końca), Grabiszyńska (nr 175 do końca, 176 do końca), Heblarska, Inżynierska, Kreślarska, Księgowa, Lakiernicza, Makowa, Męcińskiego, Monterska, Narcyzowa, Nasturcjowa, Odkrywców, Ogrodowa, Ostrowskiego (nr 1-24), Pierwiosnkowa, Pilnikarska, Pionierska, Podróżnicza, Al. Pracy, Rogozińskiego, Różana, Słonecznikowa, Stolarska, Ślusarska, Tapicerska, Tokarska oraz Żeglarska.

## Grupy parafialne
- Chór parafialny Vox Clemens pod kierownictwem prof. Piotra Łykowskiego
- Duszpasterstwo Czterdziestolatków
- Grupa Absolwentów
- Grupa Dorośli Lektorzy Słowa Bożego
- Jezuickie Duszpasterstwo Młodych Magis
- Schola dziecięca „Laudate Dominum”
- Wspólnota Apostolstwo Modlitwy
- Wspólnota Domowy Kościół - Oaza Rodzin
- Wspólnota Droga Neokatechumenalna
- Wspólnota Odnowa w Duchu Świętym
- Wspólnota Żywy Różaniec
- Zespół muzyczny Clemensianum

## Duszpasterstwo
Proboszczowie:
- o. Walenty Prokulski SJ  - od 1945 do 1947
- o. Franciszek Chromik SJ - od 1947 do 1951
- o. Jan Kowal SJ - od 1951 do 1958
- o. Jan Skoczeń SJ - od 1958 do 1963
- o. Antoni Mokrzycki SJ - od 1963 do 1966
- o. Franciszek Wilczek SJ - od 1966 do 1978
- o. Adam Wiktor SJ – od 1978 do 1987
- o. Tadeusz Sarota SJ - od 1987 do 1992
- o. Michał Poleński SJ - od 1992 do 1993
- o. Władysław Pietryka SJ - od 1993 do 1998
- o. Andrzej Górski SJ - od 1998 do 2005
- o. Wojciech Ziółek SJ – od 2005 do 2008
- o. Jacek Siepsiak SJ od 2008 do 2013
- o. Jacek Maciaszek SJ od 2013 do 2019
- o. Janusz Śliwa SJ od 2019